# زمین‌لرزه ۱۹۸۸ پاپوآ گینه نو
زمین‌لرزه پاپوآ گینه نو  در تاریخ ۶ سپتامبر ۱۹۸۸ میلادی، برابر با ‎۱۵ شهریور ۱۳۶۷، ساعت ۰:۴۲:۳۳ به زمان یوتی‌سی در پاپوآ گینه نو رخ داد. ژرفای این زلزله ۰ کیلومتر بود، و بزرگی آن ۴٫۳ در مقیاس اعلام شده‌است. زمین‌لرزه به وقت محلی در روز سه‌شنبه، ساعت ۱۰ روی داده و منطقه زمانی آن یوتی‌سی +۱۰ بوده‌است .
سازمان زمین‌شناسی آمریکا نیز رومرکز این زمین‌لرزه را در مختصات ۶°۰۳′۴۳″جنوبی ۱۴۶°۱۳′۳۴″شرقی / ۶٫۰۶۲°جنوبی ۱۴۶٫۲۲۶°شرقی و ژرفای آنرا در ۰ کیلومتر گزارش کرده‌است. بزرگی برگزیدهٔ این سازمان از میان بزرگیهای محاسبه‌شدهٔ مختلف ۴٫۳ در مقیاس ML بوده و از دید اثر، در میان چهار دسته‌بندی «نامحسوس»، «محسوس»، «زیان‌آور» یا «با تلفات»، زلزله را «با تلفات» اعلام کرده‌است.